# Kanton Montigny-lès-Metz
Kanton Montigny-lès-Metz (fr. Canton de Montigny-lès-Metz) je francouzský kanton v departementu Moselle v regionu Grand Est. Tvoří ho šest obcí. Před reformou kantonů 2014 ho tvořilo sedm obcí.

## Obce kantonu
od roku 2015:
- Le Ban-Saint-Martin
- Longeville-lès-Metz
- Marly
- Montigny-lès-Metz
- Plappeville
- Scy-Chazelles

před rokem 2015:
- Augny
- Chieulles
- Mey
- Montigny-lès-Metz
- Saint-Julien-lès-Metz
- Vantoux
- Vany